# Psalm 41

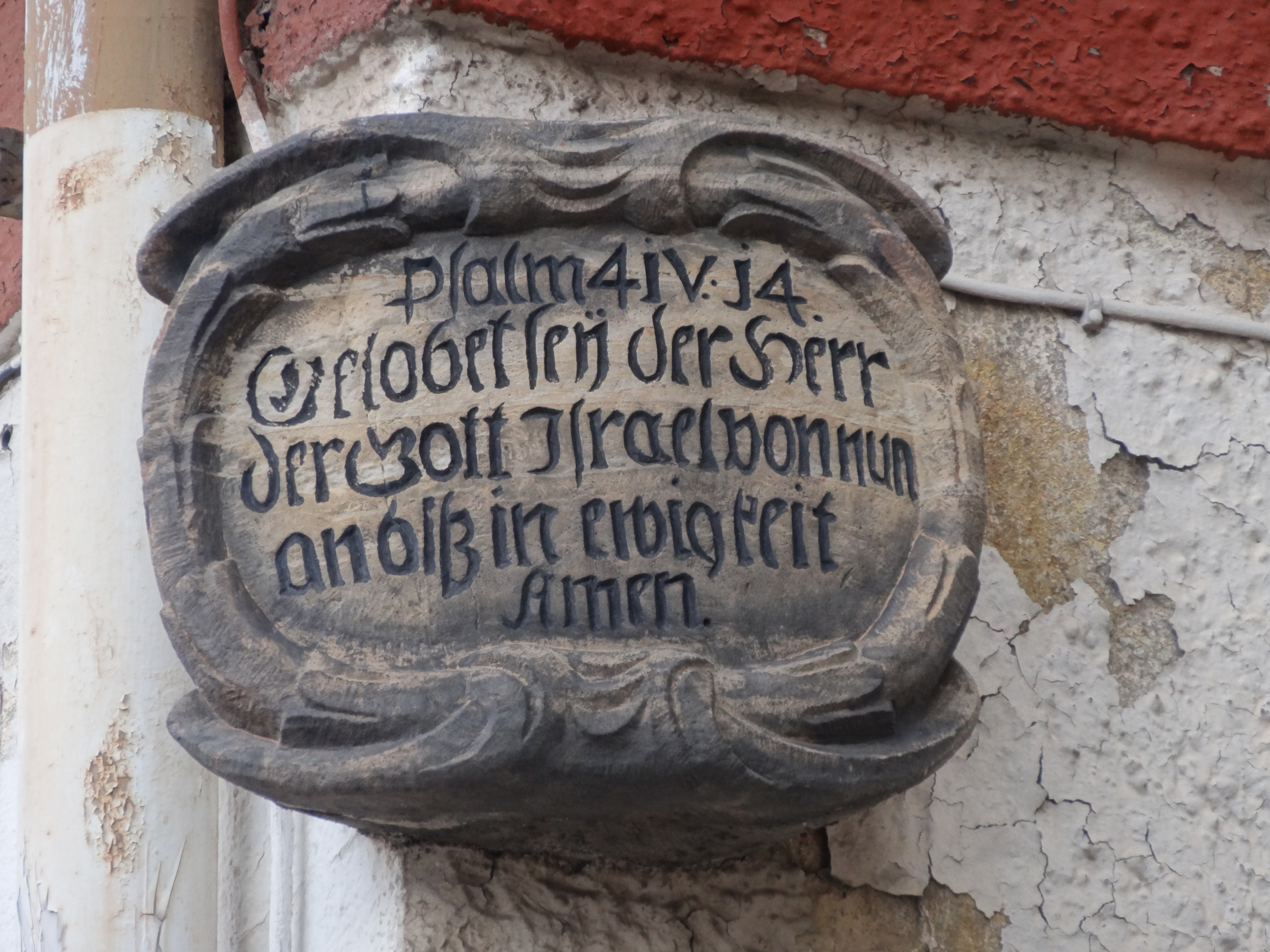
Straßeneckentafel, Hauptmarkt, Gotha: Psalm 41,14

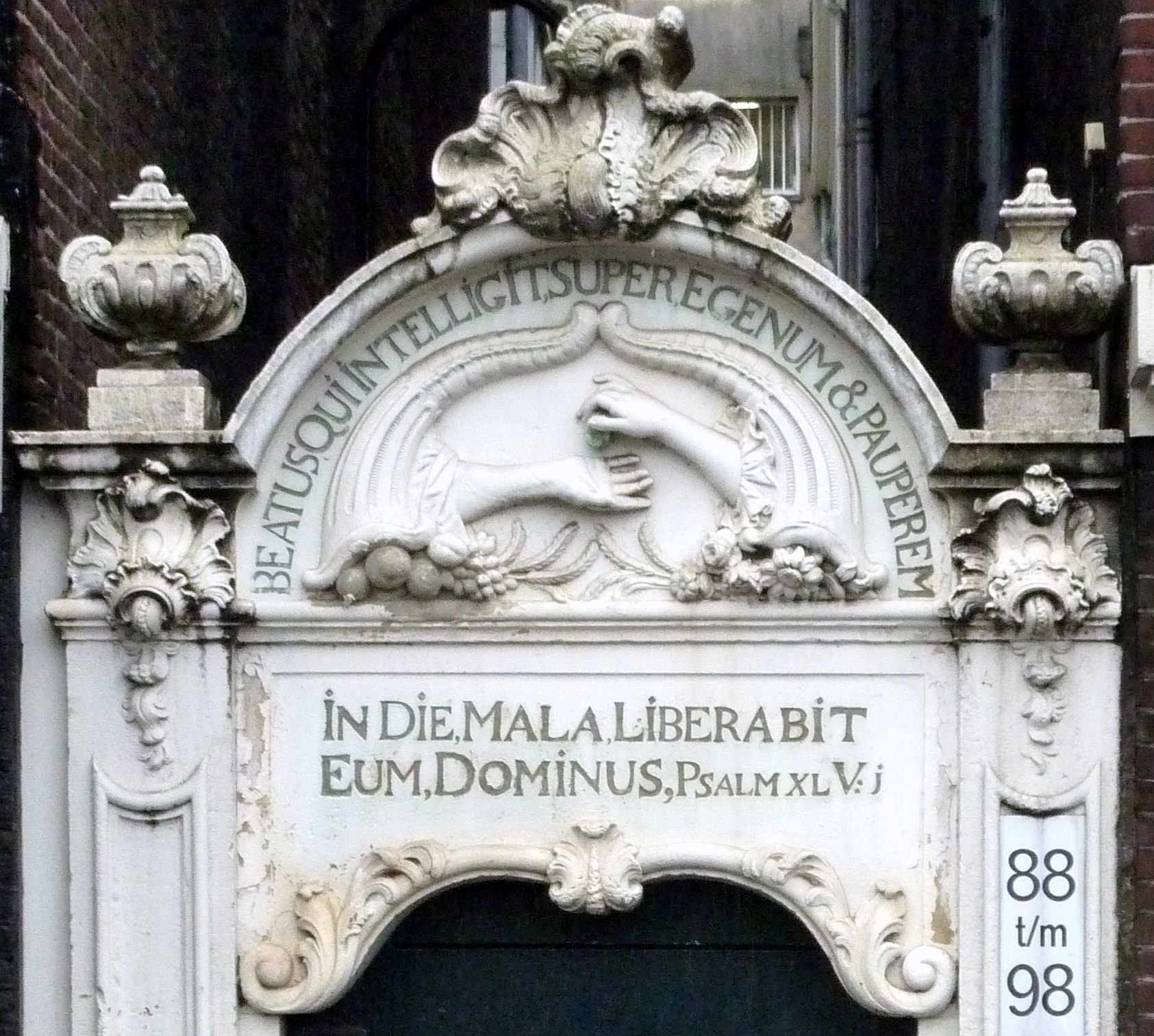
Lateinische Portalinschrift mit dem Beginn des 41. Psalms (Vulgatazählung 40), Amsterdam, Swigtershofje: „Selig, wer sich des Bedürftigen und Armen annimmt; zur Zeit des Unheils wird der Herr ihn retten.“

Der 41. Psalm (nach griechischer Zählung der 40.) ist ein Psalm Davids. Er gehört in die Reihe der Dankpsalmen eines Einzelnen und ist der letzte Psalm des ersten Buchs des Psalters.

## Inhalt
Der Psalm ist das Danklied eines von einer Krankheit Genesenen. Zunächst gibt der Beter seine Erfahrung wieder, dass Gott demjenigen beistehen wird, der sich der Schwachen annimmt (Vers 2–4). Anschließend schildert er die von ihm erfahrene Not nicht in Form einer direkten Erzählung, sondern indem er das Klagelied zitiert, das er in seiner Krankheit an Gott gerichtet hat. Darin beklagt er vor allem das Verhalten derjenigen, die seine Krankheit als eine Strafe angesehen und sich von ihm abgewandt haben (Vers 5–11). Nach der Rezitation seines Klagelieds dankt er Gott für seine Genesung, dafür, dass seine Feinde nicht über ihn triumphiert haben, und dass er sich immer in Gottes Nähe wissen darf (Vers 12–13).

## Abschluss
Der letzte Vers gehört nicht zum Psalm selbst, sondern stellt einen liturgischen Abschluss des ersten Buchs des Psalters dar.

„Gelobt sei der HERR, der Gott Israels, von Ewigkeit zu Ewigkeit! Amen! Amen!“